# 2002 GT32
2002 GT32, também escrito como 2002 GT32, é um objeto transnetuniano que está localizado no Cinturão de Kuiper, uma região do Sistema Solar. Este corpo celeste é classificado como um plutino, pois, o mesmo está em uma ressonância orbital de 2:3 com o planeta Netuno. Ele possui uma magnitude absoluta de 8,1 e tem um diâmetro estimado com 106 km.

## Descoberta
2002 GT32 foi descoberto no dia 8 de abril de 2002 pelo astrônomo Marc W. Buie.

## Órbita
A órbita de 2002 GT32 tem uma excentricidade de 0,184 e possui um semieixo maior de 39,378 UA. O seu periélio leva o mesmo a uma distância de 32,136 UA em relação ao Sol e seu afélio a 46,620 UA.